# Gymnázium Christiana Dopplera
Gymnázium Christiana Dopplera je pražské gymnázium s výukou osmiletých i čtyřletých oborů. Studenti si mohou zvolit mezi zaměřením na matematiku, fyziku a výpočetní techniku nebo živé jazyky. Škola se nachází v ulici Zborovská 621/45, 150 00 Praha 5 – Malá Strana.

## Historie
Novorenesanční školní budova byla postavena na tehdejší smíchovské Královské třídě v letech 1900–1901 pro potřeby německého reálného gymnázia K. K. Real-Gymnasium, o několik let později se uskutečnila půdní vestavba a nově byl také upraven vstup portálem v levém bočním průčelí.
Začátkem 20. století byla většina studentů německy mluvících, asi čtvrtina byla Čechů. Asi třetina byli Židé. Vyučované předměty zahrnovaly katolické nebo židovské náboženství, němčinu, latinu a řečtinu, zeměpis a dějepis, matematiku, fyziku a přírodopis. Mezi volitelné předměty patřily český jazyk, gymnastika, kreslení a zpěv (o sto let později se český a německý jazyk vyměnily, výtvarná a hudební výchova volitelnými předměty zůstávají).
V roce 1918 se jednalo o jedno ze čtyř německých gymnázií v Praze.
Od 1.1.1922 bylo území mezi ulicemi Vítězná a Petřínská (území původní osady Újezd) odděleno od Smíchova a přičleněno k Malé Straně a gymnázium se tak ocitlo na Malé Straně.
Nad vchodem do budovy je umístěna busta Isaaca Newtona, dále jsou na budově busty  Georga Stephensona,  Ferdinanda Lessepse, Alessandra Volty, Justuse Liebiga, Gasparda Mongeho a Theophila Hansena. Novorenesanční fasáda zahrnuje korunní římsy, plastické členění jónskými sloupy, nadokenní římsy nebo užití kuželek u čelních okenních portálů a zábradlí. Charakteristické jsou mimo jiné sokly s reliéfy nesoucí emblémy technických oborů.
Škola byla pravděpodobně uzavřena kolem roku 1939.
Židovští studenti byli pravděpodobně v následujících letech zavražděni.
V letech 1945–1993 sídlila v budově Střední průmyslové školy stavební, která se přestěhovala do nově vybudované školní budovy na Pankráci.
V září 1953 vznikla na Vinohradech 14. jedenáctiletá střední škola, sloučením 3. národní školy, 4. národní školy, 3. střední školy a jazykového gymnázia ve Slezské ulici (jako národní škola byl tehdy označován první stupeň nynějších základních škol a jako střední škola druhý stupeň nynějších základních škol). Škola sídlila v ulici Wilhelma Piecka (v roce 1990 přejmenované na Korunní) na Vinohradech, v dnešní budově Arcibiskupského gymnázia v Praze.
V roce 1990 vzhledem k přejmenování názvu ulice změnilo Gymnázium Wilhelma Piecka (zvané Píkárna) název na Gymnázium Korunní. Poté, co musela být školní budova uvolněna pro Arcibiskupské gymnázium v Praze, se škola v roce 1993 přestěhovala do budovy ve Zborovské ulici a přejmenovala se na Gymnázium Zborovská.
Za dlouholeté výborné výsledky v přírodovědných a zejména fyzikálních soutěžích byl škole od 1. ledna 1999 propůjčen čestný název podle Christiana Dopplera, který zformuloval po něm zvaný Dopplerův jev. Škola má v současné době statut fakultní školy Přírodovědecké fakulty Univerzity Karlovy v Praze a Matematicko-fyzikální fakulty Univerzity Karlovy v Praze.
V letech 1990 až 2004 na škole působil popularizátor výuky fyziky doc. RNDr. Zdeněk Kluiber, který byl v letech 1998 až 2004 ředitelem tohoto gymnázia. Pod jeho vedením zde vznikly přípravné kurzy pro žáky posledního ročníku základních škol, označované jako FYGYK [fydžyk] (= fyzika gymnázia Korunní) a později FYGYZ [fygyz] (= fyzika gymnázia Zborovská).
V současnosti kromě FYGYZu, který nabyl podoby přehlídky prezentací pro žáky 2. stupně základní školy a na který navázal Dopplerův MaFin, organizují žáci školy celopražské soutěže Pražská střela a Dopplerova vlna.
V září 2023 škola oslavila nejen 70 let od svého vzniku, ale také 30 let od přestěhování do budovy německého reálného gymnázia.

## Současnost
Gymnázium Christiana Dopplera nabízí čtyřleté a osmileté studium, zakončené maturitní zkouškou. Ve čtyřletém studiu otvírá jednu třídu oboru 79-41-K/41 Gymnázium – Per partes ad astra se zaměřením na matematiku, s rozšířenou výukou fyziky a výpočetní techniky, v osmiletém studiu otevírá jednu třídu oboru 79-41-K/81 Gymnázium - Myslím, tedy jsem se zaměřením na matematiku, s rozšířenou výukou fyziky a výpočetní techniky a jednu třídu oboru 79-41-K/81 Gymnázium – Cizí jazyky – brána do světa se zaměřením na živé jazyky. Všechny třídy jsou otevírány s kapacitou 30 žáků.
Matematické studium je ukončeno profilovou zkouškou z matematiky, která se skládá ze 4hodinové písemné zkoušky a ústní zkoušky. Ve všech třídách se žáci připravují ve dvou světových jazycích (anglický jazyk povinně, německý, francouzský nebo ruský jazyk výběrově) na úroveň B2 či C1 SERR pro jazyky (dle schopností). Gymnázium Christiana Dopplera má statut školy s Německým jazykovým diplomem[ujasnit] (odpovídá úrovni C1) – tento diplom skládají pravidelně žáci jazykového oboru.
Během posledních let[kdy?] prošla škola několika rekonstrukcemi (kompletní rekonstrukce elektroinstalace, výměna oken v celé budově, stavba nové výdejny jídel a šaten, zmodernizování počítačového vybavení). Nejvýznamnější investicí v poslední době[kdy?] byla kompletní výměna otopné soustavy v celé budově a s ní související další práce (výmalba celé budovy, nové nátěry soklů na chodbách a schodišti, rekonstrukce archivu a dalších místností). V současné době má škola k dispozici 12 odborných učeben (učebnu fyziky, fyzikální laboratoř, biologicko-chemickou laboratoř, aulu, tři jazykové učebny, knihovnu, výtvarný atelier, dvě učebny výpočetní techniky, tělocvičnu a fitcentrum).[zdroj?]
Školní učebny jsou číslovány označením U1 až U49, kde číslo na místě desítek reprezentuje patro (0 - přízemí až 4 - podkroví) a číslo na místě jednotek pořadí zprava doleva (z pohledu z ulice). Kabinety jsou číslovány obdobně, ale místo písmena U je indikátor před číslem nahrazen písmenem K. Některé speciální učebny mají svůj vlastní bezčíselný kód podobné délky.

## Umístění žáků v mezinárodních soutěžích
Ve školním roce 2007/2008 získala žákyně Jana Smutná bronzovou medaili na Mezinárodní astronomické olympiádě O dva roky později zíkali dva žáci Jáchym Sýkora a Radek Marciňa čestná uznání na Mezinárodní matematické olympiádě
Ve školním roce 2016/2017 pak na Mezinárodní fyzikální olympiádě získal bronzovou medaili Ondřej Knopp.

## Přepisování vysvědčení
V roce 2009 měla zástupkyně ředitelky s pověřením ředitelky neoprávněně přepsat známky na vysvědčení ve prospěch dcery zástupkyně a některých dalších studentů. Profesorky, které ohodnotily studenty nedostatečnou, se proti změnám bránily. Na případ upozornil Nadační fond proti korupci Karla Janečka.

## Významní absolventi
- Marek Antoš – ústavní právník a internetový podnikatel[12]
- Antonín Baudyš – předseda Astrologické asociace, člen Pirátské strany[13]
- Michal Dusík – sportovní komentátor a šéfredaktor Redakce sportu ČT
- Jan Fischer – politik, bývalý premiér České republiky[14]
- Karel Janeček – matematik, pedagog, filantrop[15]
- Eduard Krečmar – český textař, libretista a zakladatel skupiny Sputnici
- Miloslav Ludvík – ředitel FN Motol, člen ČSSD[16]
- Josef Lustig – spisovatel, režisér a asistent produkce Miloše Formana[14]
- Martin Myšička – český herec, stálý člen Dejvického divadla[17]
- David Navara – nejlepší (srpen 2023) český šachista[18][19]
- Jan Potměšil – český herec
- Jiří Šedý – stomatolog, anatom, neurovědec a spisovatel hororu
- Ondřej Šteffl – zakladatel první soukromé školy v Československu – gymnázia PORG a zakladatel společnosti Scio
- Friedrich Torberg -  spisovatel, novinář, scenárista a vydavatel
- Michael Valášek – děkan Fakulty strojní ČVUT
- Jan Wintr – český právník, profesor Univerzity Karlovy, soudce Ústavního soudu ČR[20]
- Filip Matějka – ekonom